# Jan Szczepkowski

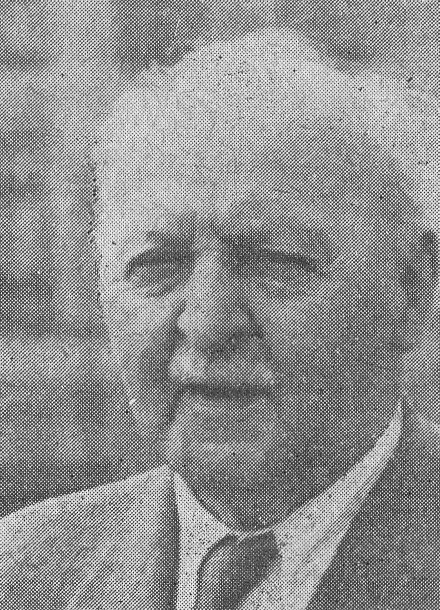
Jan Szczepkowski w latach 50.

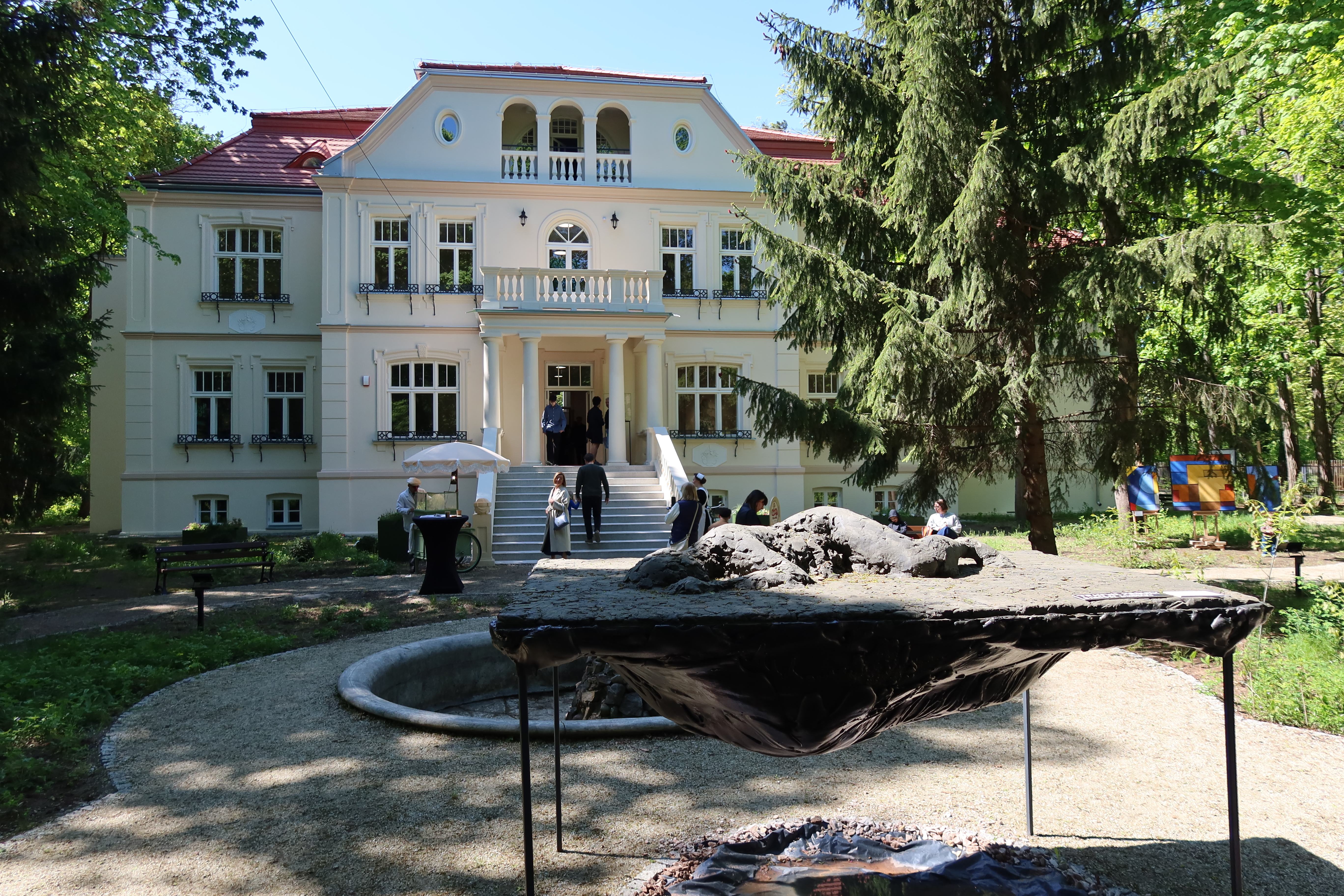
Willa „Waleria” w Milanówku, gdzie od kwietnia 2025 mieści się wystawa stała dzieł Jana Szczepkowskiego

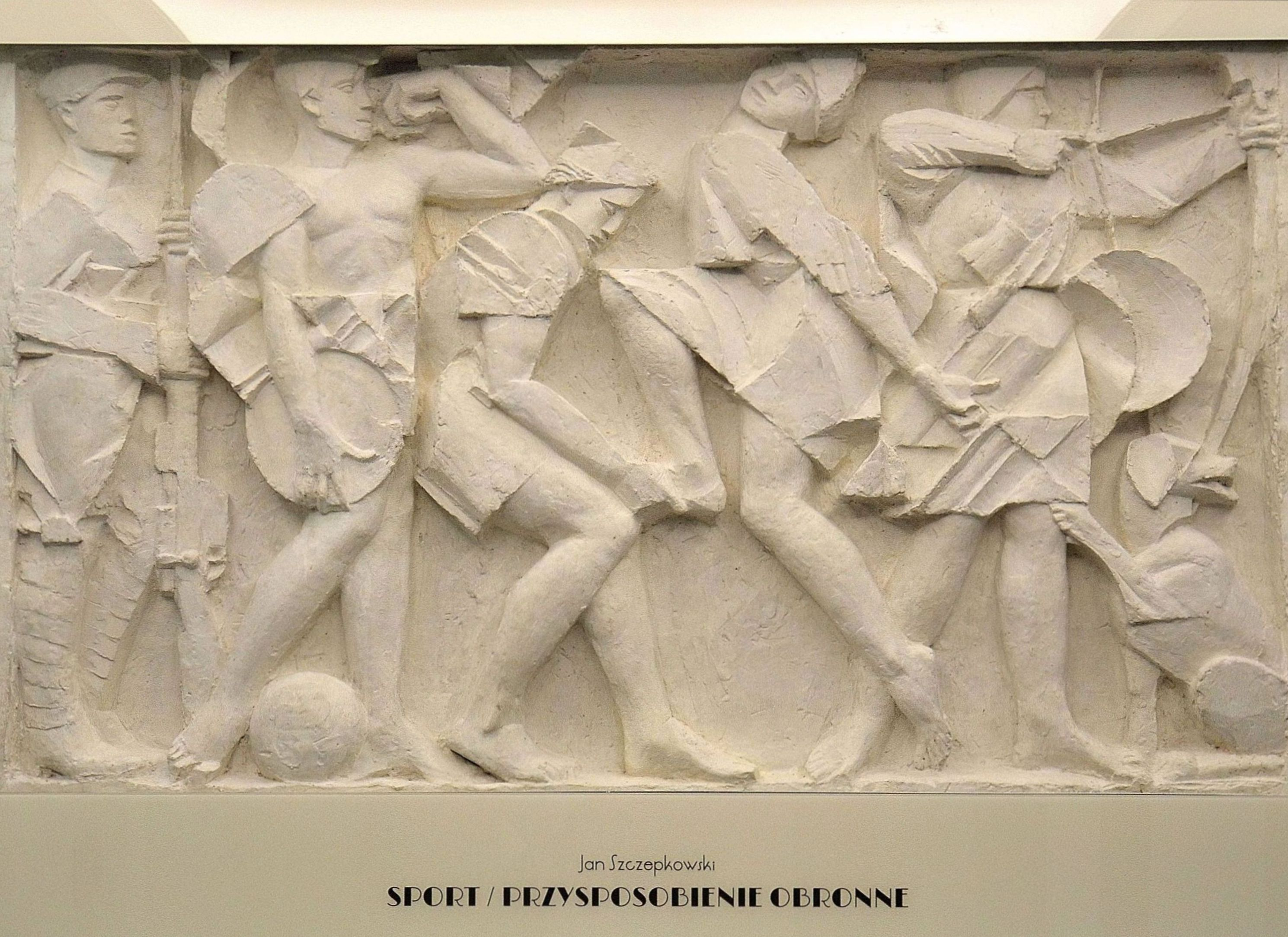
Płaskorzeźba Jana Szczepkowskiego Sport/Przysposobienie obronne w gmachu Sejmu

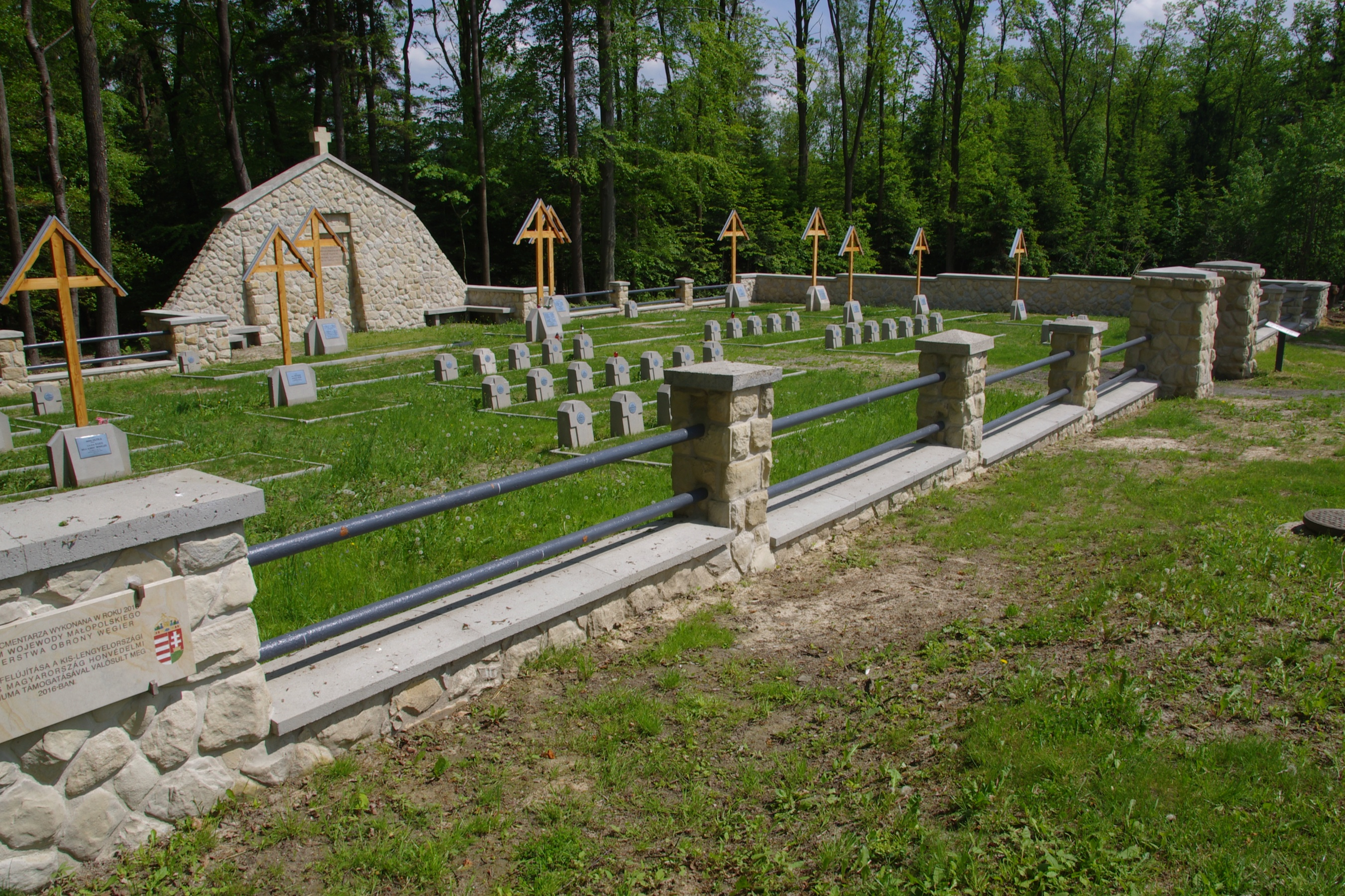
Cmentarz wojenny nr 121 w Biesnej według projektu Jana Szczepkowskiego

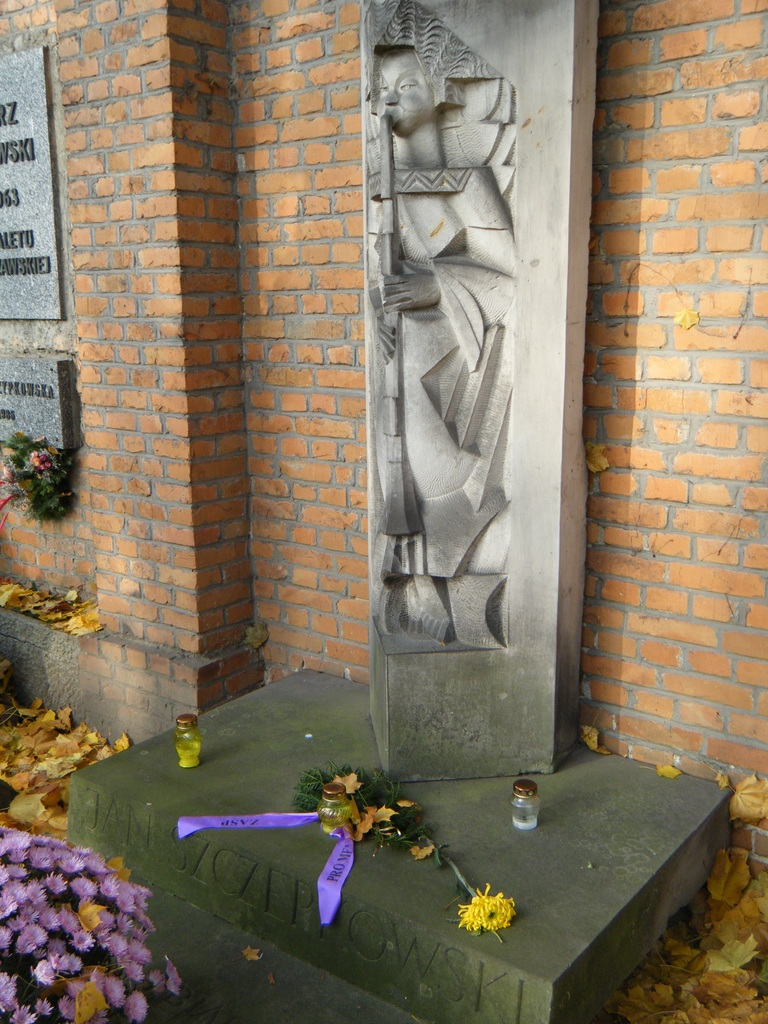
Grób Jana Szczepkowskiego na cmentarzu Powązkowskim (2011)

Jan Szczepkowski (ur. 8 marca 1878 w Stanisławowie, zm. 17 lutego 1964 w Milanówku) – polski rzeźbiarz i malarz, w latach 1925–1939 dyrektor Miejskiej Szkoły Sztuk Zdobniczych i Malarstwa w Warszawie.

## Życiorys
Urodził się w rodzinie Alojzego (1839–1916), wysokiej rangi urzędnika w C.K. Kolejach Żelaznych, i Józefiny z Kuczyńskich (1840–1891). Edukację szkolną rozpoczął we Lwowie, następnie uczęszczał do szkoły w Stryju. W latach 1891–1895 uczył się w oddziale rzeźbiarstwa ornamentalnego Szkoły Przemysłu Drzewnego w Zakopanem. Od 1896 studiował rzeźbę w Akademii Sztuk Pięknych w Krakowie. Jego nauczycielami rzeźby byli Alfred Daun i Konstanty Laszczka. Nauczycielem rysunku i malarstwa był Jacek Malczewski.
W latach 1904–1907 przebywał na stypendium w Paryżu, gdzie miał możliwość zapoznania się z nowymi prądami artystycznymi. Po powrocie z Francji mieszkał w Krakowie. W tym czasie uczestniczył w życiu krakowskiej bohemy artystycznej. Był członkiem Towarzystwa Polska Sztuka Stosowana i Towarzystwa Artystów Polskich „Sztuka”. W 1914 został powołany do czynnej służby wojskowej. Jako porucznik uczestniczył w walkach frontowych do maja 1915, kiedy to został ciężko ranny pod Kraśnikiem. Po rekonwalescencji uznany za niezdolnego do służby liniowej, skierowany do Oddziału Grobów Wojennych. Był kierownikiem artystycznym okręgu IV Łużna, w którym zaprojektował 25 cmentarzy, w tym dwa wspólnie z innymi artystami. Od 1917 zamieszkał w Warszawie.
W 1921 przeniósł się do Warszawy, gdzie podjął pracę w nowo powstałej Miejskiej Szkole Sztuk Zdobniczych przy ulicy Myśliwieckiej. W latach 1923–1939 był dyrektorem tej placówki.
Zmarł w Milanówku, pochowany na cmentarzu Powązkowskim w Warszawie (Aleja Zasłużonych-1-135). Pomnik nagrobny artysty został wykonany przez rzeźbiarza Karola Tchorka.

## Twórczość
- 1907–1914 rzeźby portretowe (Edwarda Leszczyńskiego, Rudolfa Starzewskiego), figurka aktorki Heleny Sulimy (inaczej zwaną „Na schodach”), dziewięć gipsowych głów-karykatur wykonanych dla kabaretu Zielony Balonik oraz rzeźby tematyczne: „Macierzyństwo”, „Nad przepaścią” i „Dziewki”. Jeszcze przed wybuchem I wojny światowej zrealizował w Krakowie szereg rzeźb architektonicznych, m.in. płaskorzeźbione popiersia czterech ewangelistów na sklepieniu kościoła św. Floriana, figurę Chrystusa we wnęce pod oknem w prezbiterium kościoła św. Krzyża oraz rzeźby na fasadzie Domu Towarzystwa Rolniczego przy placu Szczepańskim, przedstawiające prace rolnicze w różnych porach roku oraz w 1914 r. pomnik Henryka Jordana w parku jego imienia. W czasie I wojny światowej zaprojektował kilkadziesiąt monumentalnych cmentarzy wojennych m.in. w: Bogoniowicach, Ciężkowicach, Łużnej i Ostruszy.
- 1912: projekt mosiężnego ołtarza głównego dla kościoła parafialnego Św. Szymona i Judy Tadeusza w Białce Tatrzańskiej.
- 1925: na Międzynarodowej Wystawie Sztuki Dekoracyjnej w Paryżu kapliczka Bożego Narodzenia, została wyróżniona Grand Prix, a jej snycerski ołtarz zakupił natychmiast rząd francuski, uprzedzając tym samym podobne starania króla szwedzkiego. Ołtarz ten znajduje się obecnie w kościele w Dourges, a jego replika w Muzeum Narodowym w Warszawie. Sam autor uhonorowany został przyznaniem mu Legii Honorowej.
- 1926: II nagroda w konkursie na pomnik T. Kościuszki w Łodzi[3],
- 1927–1928 elewacja gmachu Sejmu w Warszawie.
- 1928–1931 płaskorzeźby na fasadzie gmachu Banku Gospodarstwa Krajowego w Warszawie.
- 1929: fryz dla Teatru Ateneum (zniszczony w 1939).
- 1936: pomniki Stanisława Moniuszki i Wojciecha Bogusławskiego na placu Teatralnym, który po zniszczeniu przez Niemców w 1944, został zrekonstruowany i ponownie odsłonięty w 1965.
- Artysta zdejmował też maskę pośmiertną Józefa Piłsudskiego. Wykonał projekt jego sarkofagu, który został wybrany w konkursie do zrealizowania[4][5]. W pracach nad sarkofagiem w Milanówku brał udział asystent profesora Roman Tarkowski, natomiast do figury Marszałka pozował zięć Adam Mickiewicz[6]. Do września 1939 roku prace nie zostały zakończone.
- Po II wojnie światowej brał udział w rekonstrukcji zabytków warszawskich (m.in. pomnika Adama Mickiewicza przy Krakowskim Przedmieściu).
- W latach 50. wykonał projekty zespołu płaskorzeźb dla Huty „Warszawa”.
- Płaskorzeźby na gmachu Ministerstwa Energetyki (płaskorzeźby przedstawiające cztery żywioły: Wodę, Ogień, Powietrze i Ziemię).

## Willa „Waleria”
Ostatnie lata swego życia artysta spędził w willi „Waleria”, położonej przy ul. Spacerowej 20 w Milanówku. W willi tej mieściło się od 1978 prywatne muzeum artysty. Dzięki staraniom córki artysty udało się zachować wiele rzeźb, w tym ołtarz rzeźbiony w sosnowym drewnie dla jednego z kościołów szwajcarskich (wykonany tuż przed wojną, pozostał w kraju).
W 2007 willa została sprzedana przez spadkobierców artysty miastu Milanówek za kwotę 2,5 mln złotych, z przeznaczeniem na centrum kultury. Fundacja im. Jana Szczepkowskiego przekazała miastu nieodpłatnie 127 dzieł artysty, które miały być eksponowane w budynku. Początkowo realizacja programu renowacji i adaptacji budynku na nowe potrzeby nie rozpoczęła się ze względu na wysoki koszt, który oszacowano na ok. 20 mln zł. W 2020 powstało Wirtualne Muzeum Jana Szczepkowskiego – strona internetowa poświęcona życiu i twórczości artysty. Ostatecznie, w kwietniu 2025, w wyremontowanej willi otwarta została wystawa stała dzieł Szczepkowskiego.

## Życie prywatne

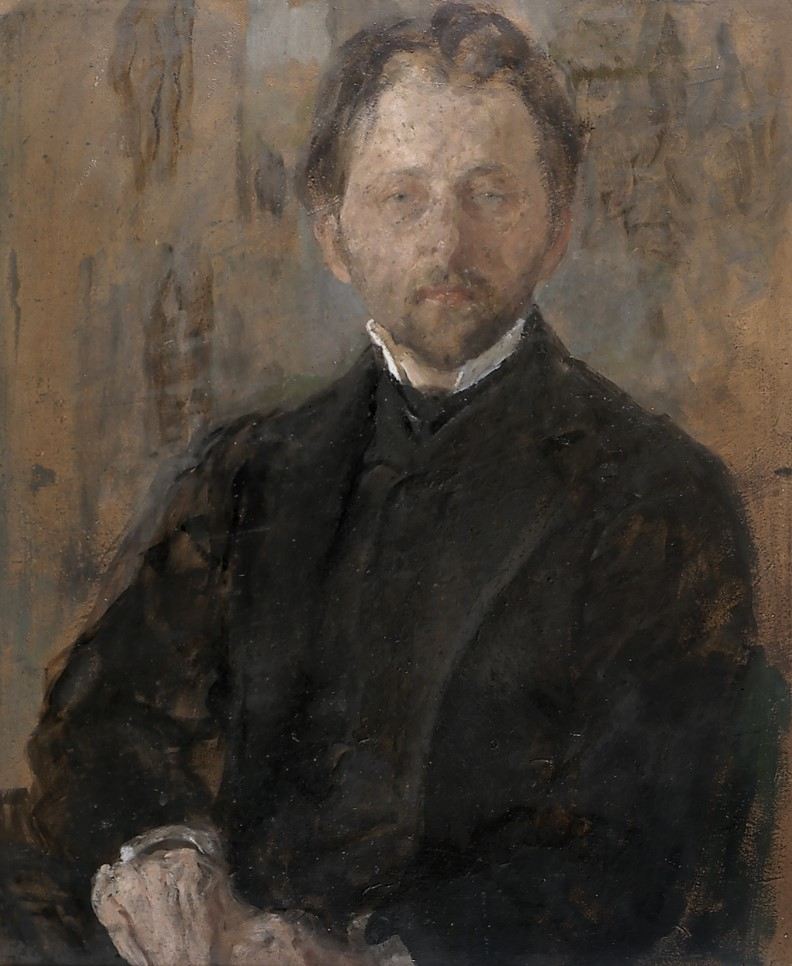
Portret rzeźbiarza Jana Szczepkowskiego, Olga Boznańska, ok. 1906.

Szczepkowski ożenił się 18 maja 1913 z Marią z Morozowiczów. Ślub odbył się w kościele bernardynów w Krakowie, świadkami byli rzeźbiarz Xawery Dunikowski i prawnik Albin Chęciński. Jego żona była autorką głośnej sztuki teatralnej Sprawa Moniki. Miał z nią córkę Hannę (1915–2006) – żonę Adama Rymwida Mickiewicza. Bratankiem Jana Szczepkowskiego był Andrzej Szczepkowski.
Małżeństwo Szczepkowskich prowadziło w domu w Milanówku bogate życie towarzyskie. Profesor kolekcjonował broń, brał udział w polowaniach z prezydentem Ignacym Mościckim.

## Ordery i odznaczenia
- Krzyż Oficerski Orderu Odrodzenia Polski (27 listopada 1929)[12]
- Krzyż Kawalerski Orderu Odrodzenia Polski (11 lipca 1955)[13]
- Złoty Krzyż Zasługi (11 listopada 1937)[14]
- Krzyż Oficerski Orderu Legii Honorowej (Francja)

## Upamiętnienie
- Imieniem Jana Szczepkowskiego nazwano jedną z ulic w Milanówku.
- Jest bohaterem muralu znajdującego się w Milanówku[15].
- W 2012 dziewięć gipsowych projektów płaskorzeźb wykonanych przez artystę zostało odrestaurowanych i rozmieszczonych na terenie kompleksu budynków Sejmu[16].
- W 2020 powołano Wirtualne Muzeum Jana Szczepkowskiego w Milanówku[17].